# Acronia viridimaculatoides
Acronia viridimaculatoides är en skalbaggsart som beskrevs av Stefan von Breuning 1980. Acronia viridimaculatoides ingår i släktet Acronia och familjen långhorningar.
Artens utbredningsområde är Filippinerna. Inga underarter finns listade i Catalogue of Life.